# Unnata intracta
Unnata intracta är en insektsart som först beskrevs av Walker 1858.  Unnata intracta ingår i släktet Unnata och familjen Flatidae. Inga underarter finns listade i Catalogue of Life.